# 国際連合安全保障理事会決議115
国際連合安全保障理事会決議115（こくさいれんごうあんぜんほしょうりじかいけつぎ115、英: United Nations Security Council Resolution 115, UNSCR115）は、1956年6月20日に国際連合安全保障理事会で全会一致のもと採択された決議。国連加盟のためのモロッコの申請を検討した後、国連総会にモロッコの承認を勧告した。
決議は、理事会の11か国の代表全員によって承認された。